# 郡区町村編制法
郡区町村編制法（ぐんくちょうそんへんせいほう、明治11年7月22日太政官布告第17号）は、1878年（明治11年）7月22日に制定された、日本の地方制度に関する太政官布告である。

## 概略
いわゆる地方三新法の一つとして、明治11年（1878年）7月22日に太政官布告第17号として制定された。従前の大区小区制が地方の実情に合わず不評であったために見直しが必要となったことや、自由民権運動の高まりにより地方政治への住民の参加を認める必要性が出てきたことから導入された。旧来の郡町村制に戻すことで人民の便宜を図ると同時に、戸長を民選とすることにより地方に一定の自治を認めた一方で、官選である郡長・区長が戸長の上に位置し、また郡長・区長が同じく官選である府県知事の指揮下に置かれ、その府県知事を内務省が指揮することで、旧来からの地方共同体である「部落」の解体を行い中央集権体制を作ろうとした。しかし後者の目的については、地方における部落単位でのまとまりが強く、その解体を達成することはできなかった。
1888年（明治21年）4月17日に制定された市制・町村制、1890年（明治23年）5月17日に制定された府県制・郡制により（具体的には郡制附則の規定により同法施行時に）、各道府県において明治33年（1900年）4月1日までに順次失効した。

## 施行日
| 道府県   | 施行日                     | 道府県   | 施行日                     |
| -------- | -------------------------- | -------- | -------------------------- |
| 北海道   | 明治12年（1879年）7月23日  | 愛知県   | 明治11年（1878年）12月20日 |
| 青森県   | 明治11年（1878年）10月30日 | 三重県   | 明治12年（1879年）2月5日   |
| 岩手県   | 明治11年（1878年）11月26日 | 滋賀県   | 明治12年（1879年）5月16日  |
| 宮城県   | 明治11年（1878年）10月21日 | 京都府   | 明治12年（1879年）4月10日  |
| 秋田県   | 明治11年（1878年）12月23日 | 大阪府   | 明治12年（1879年）2月10日  |
| 山形県   | 明治11年（1878年）11月1日  | 兵庫県   | 明治12年（1879年）1月8日   |
| 福島県   | 明治12年（1879年）1月27日  | 堺県     | 明治13年（1880年）4月15日  |
| 茨城県   | 明治11年（1878年）12月2日  | 和歌山県 | 明治12年（1879年）1月20日  |
| 栃木県   | 明治11年（1878年）11月8日  | 島根県   | 明治12年（1879年）1月12日  |
| 群馬県   | 明治11年（1878年）12月7日  | 岡山県   | 明治11年（1878年）9月29日  |
| 埼玉県   | 明治12年（1879年）3月17日  | 広島県   | 明治11年（1878年）11月1日  |
| 千葉県   | 明治11年（1878年）11月2日  | 山口県   | 明治12年（1879年）1月6日   |
| 東京府   | 明治11年（1878年）11月2日  | 愛媛県   | 明治11年（1878年）12月16日 |
| 神奈川県 | 明治11年（1878年）11月18日 | 高知県   | 明治12年（1879年）1月4日   |
| 新潟県   | 明治12年（1879年）4月9日   | 福岡県   | 明治11年（1878年）11月1日  |
| 石川県   | 明治11年（1878年）12月17日 | 長崎県   | 明治11年（1878年）10月28日 |
| 山梨県   | 明治11年（1878年）12月19日 | 熊本県   | 明治12年（1879年）1月20日  |
| 長野県   | 明治12年（1879年）1月4日   | 大分県   | 明治11年（1878年）11月1日  |
| 岐阜県   | 明治12年（1879年）2月18日  | 鹿児島県 | 明治12年（1879年）2月17日  |
| 静岡県   | 明治12年（1879年）3月12日  | 沖縄県   | （施行なし）               |

## 内容
当初は全6条。明治13年（1880年）の太政官布告第14号により、3条が追加されて全9条となった。従来の大区小区制を廃して、郡区町村を置くことを定めた（第1条）。郡町村の名称と区域は江戸時代のものを継承した（第2条）。

### 郡
郡は広すぎるものを分割した上で（第3条）、1人の郡長を置いた（第5条前段）。郡が狭い場合には、複数の郡に1人の郡長を置くこともあった（第5条後段）。なお条文上に明記されていないが、郡の役所は郡役所と称した。また、郡長は官選とされた。

### 区
三府・五港・人口密集地・交通の要所には郡から分けて区を置き、広い人口密集地には複数の区を置いた（第4条）。区には区長を置いた（第5条）。区長も郡長と同様、官選とされた。
明治12年（1879年）1月1日の本籍人口が多い三都では複数の区が置かれ、東京府に麹町区・神田区・日本橋区・京橋区・芝区・麻布区・赤坂区・四谷区・牛込区・小石川区・本郷区・下谷区・浅草区・本所区・深川区の15区（→東京15区）、京都府に上京区・下京区の2区、大阪府に東区・南区・西区・北区の4区が設置された。
その他の都市では都市毎に1区が置かれ、札幌区（北海道）・函館区（北海道）・仙台区（宮城県）・横浜区（神奈川県）・新潟区（新潟県）・金沢区（石川県）・名古屋区（愛知県）・伏見区（京都府）・神戸区（兵庫県）・堺区（堺県）・和歌山区（和歌山県）・岡山区（岡山県）・広島区（広島県）・赤間関区（山口県）・福岡区（福岡県）・長崎区（長崎県）・熊本区（熊本県）が設置された。伏見区のみ明治14年（1881年）1月10日に廃止されて紀伊郡に属するようになり、他は後の市制施行により市へ移行した。

### 町村
町と村には戸長を置いた。数町村に1人の戸長を置くこともできた。区内の町村については区長が戸長の事務を兼ねることもできた（第6条）。戸長は民選の後、府県知事の任命により就任した。町村の役場は戸長役場と呼ばれた。